# Stenskär (Eckerö, Åland)
För andra betydelser, se Stenskär (olika betydelser).
Stenskär är en ö i Åland (Finland). Den ligger i den västra delen av landskapet, 40 km nordväst om huvudstaden Mariehamn. Arean är 0,26 kvadratkilometer.
Terrängen på Stenskär är mycket platt. Öns högsta punkt är 14 meter över havet. Den sträcker sig 0,5 kilometer i nord-sydlig riktning, och 0,9 kilometer i öst-västlig riktning.